# La Rueda de la Fortuna (Tarot)

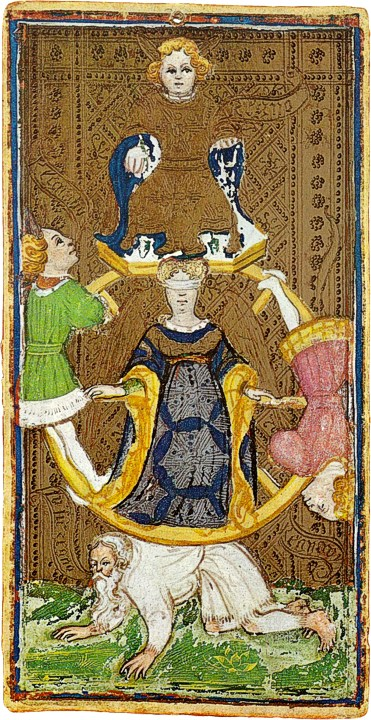
La Rueda en el Tarot de Visconti

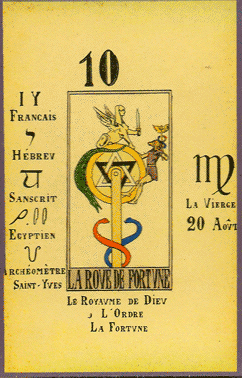
La Rueda en el Tarot de Papus

La Rueda de la Fortuna es una carta del Tarot.

## Elementos descriptivos
- El elemento central es una rueda o rueda de la fortuna, donde un mono sube y otro baja, o bien, un hombre con cabeza de lobo es el que sube y una serpiente es la que baja. Representan, respectivamente, dos de los tres estados de Suerte: Progreso (el que sube) y decadencia (el que baja).
- Encima de la rueda hay un mono o una esfinge, con una espada recargada sobre el hombro apuntando al cielo; esta representa el tercer estado de Suerte: La riqueza.
- En algunos tarots la rueda descansa sobre la tierra, en otros cuatro animales alados entre nubes en cada esquina de la carta, uno es un hombre, otro es un águila, otro es una vaca y otro un león; estos cuatro animales aparecen en el Apocalipsis.
- La rueda tiene una manivela y, en otros tarots, tiene dibujada las letras T, A, R, O o las letras del alfabeto judío que forman las letras de Yahve y en círculos más interiores los símbolos del mercurio, el azufre y otros dos, elementos alquímicos por naturaleza.[1]

## Simbología
Según el tarot, la Rueda de la Fortuna generalmente representa el vaivén de la vida, el Destino y el Karma. En el Tarot Mítico, por ejemplo, es representada por las Moiras. En el Tarot X de CLAMP es representada por Kakyo Kuzuki.

## Significados concretos
Salud:
```
Carta de pie. Se refiere a cambios en la misma, ya sea un rejuvenecimiento, una crisis favorable y decisiva de una enfermedad que parecía estancada, un nuevo diagnóstico y tratamiento que ahora se revelará eficaz, etc.
Carta invertida, el cambio significa caída del ritmo vital, pero nunca de carácter grave.
```

Mente: 
```
Carta de pie. Es rápida y práctica, con buena capacidad inventiva, innovadora u oportunista.
Carta invertida existe un desfase entre el proceso mental y la realidad de los hechos, lo que puede conducir a deducciones erróneas o falta de previsión.
```

Emociones:
```
Carta de pie. Existe una facilidad para percibirlas y expresarlas pero no son estables y pueden cambiar rápida e imprevistamente. 
Carta invertida. Significa lo mismo pero dichos cambios son desfavorables; cambios en contra de nuestra voluntad y deseos.
```

Familia:
```
Carta de pie. Indica cambios favorables en el entorno familiar, ya sea por matrimonio, incremento de familia o por una mejoría imprevista en el hogar.
Carta invertida. Los cambios e imprevistos son desfavorables aunque de manera temporal y con consecuencias no excesivamente graves (hay que examinar las demás cartas que le rodean).
```

Amistades:
```
Carta de pie. Nuevos amigos y relaciones de carácter circunstancial u oportunista o bien un cambio en la calidad de la amistad que ya existe.
Carta invertida. Separación temporal de antiguas amistades, con añoranza y sentimiento de pérdida.
```

Trabajo: 
```
Carta de pie. Puede indicar un cambio de trabajo o en el trabajo, siempre con el carácter de mejoría imprevista,es una carta muy favorable para los negocios y el comercio, donde hay que adaptarse con facilidad a los cambios del mercado. 
Carta invertida. Circunstancias imprevistas que ocasionan retraso o retroceso, se refiere a malas inversiones, decisiones equivocadas.
```

| Precedido por: IX. El Ermitaño | Arcanos mayores del Tarot | Sucedido por: XI. La Fuerza |

- Datos: Q542302
- Multimedia: Wheel of Fortune (Major Arcana) / Q542302